# Punctoterebra ballina
Punctoterebra ballina é uma espécie de gastrópode do gênero Punctoterebra, pertencente a família Terebridae.

## Descrição
O comprimento da concha varia entre 15 mm a 34 mm.

## Distribuição
Esta espécie marinha é distribuído a partir do sul de Queensland a Nova Gales do Sul, na Austrália.